# Cannelle
Cannelle település Franciaországban, Corse-du-Sud megyében. Lakosainak száma 72 fő (2022. január 1.). Cannelle Casaglione, Sari-d'Orcino, Sarrola-Carcopino, Sant'Andréa-d'Orcino és Valle-di-Mezzana községekkel határos.

## Népesség
A település népességének változása:
| Lakosok száma | 53   | 21   | 25   | 44   | 51   | 55   | 65   | 71   | 76   | 72   |
|               | 1968 | 1982 | 1990 | 2006 | 2013 | 2015 | 2017 | 2019 | 2020 | 2022 |